# Mary Martinová
Mary Martinová (nepřechýleně Mary Martin, rodným jménem Mary Virginia Martin; 1. prosince 1913 Weatherford – 3. listopadu 1990 Rancho Mirage) byla americká divadelní, filmová i televizní herečka a zpěvačka. Nejvíce se proslavila v divadlech na Broadwayi, kde se objevila v úspěšných muzikálech jako South Pacific, The Sound of Music nebo Petr Pan. Za své herecké výkony obdržela čtyři divadelní ceny Tony a filmové adaptace jejího nejslavnějšího muzikálu Petr Pan jí vynesla i televizní cenu Emmy.

## Život

### Mládí a začátek kariéry
Narodila se v texaském Weatherfordu jako dcera právníka Prestona Martina a lektorky houslí Juanity Presleyové. Její matka si však přála mít za potomka chlapce, a jelikož jí doktoři sdělili, že s narozením dalšího dítěte by riskovala svůj život, vychovávala Mary přísněji a disciplinárněji, v chlapeckém duchu. Mary měla také starší sestru Geraldine, se kterou trávila dětství na rodinném statku.
Mary Martinová začala vystupovat jako zpěvačka v triu se svou sestrou a Marion Swoffordovou, brzy se však představila i jako sólová zpěvačka, a kromě zpěvu začala bavit publikum i napodobováním různých osobností. Po dokončení střední školy nastoupila na soukromou dívčí školu Ward-Belmont College v Tennessee. Kvůli sňatku s Benjaminem Hagmanem, za kterého se provdala 3. listopadu 1930 a následném otěhotnění však byla donucena po prvním ročníku školu opustit. V sedmnácti letech se však pouze jako žena v domácnosti cítila nevyužita a její setra jí proto navrhla, aby začala vyučovat tanec. Brzy nato odcestovala do Kalifornie, kde navštěvovala taneční školu Franchon and Marco School of the Theatre slavné sourozenecké dvojice Fanchon a Marca Wolfových. Se svou kamarádkou Mildred Woodsovou si následně ve městě Mineral Wells v Texasu otevřely své vlastní taneční studio, avšak budovu nedlouho poté zničil požár.
Mary Martinová údajně považovala požár za osudové znamení a s Mildred Woodsovou se vydala zkusit štěstí do Hollywoodu. V roce 1936 se rozvedla se svým manželem a Woodsová začala působit jako její osobní agentka. Martinová však na žádném z mnoha konkurzů neuspěla. Vrátila se tudíž k pěvectví a jako amatérská zpěvačka se přihlásila na přehlídku talentů v jednom z nočních klubů. Zde upoutala pozornost producenta Lawrence Schwaba, který jí nabídl divadelní angažmá na Broadwayi. Mary Martinová tak debutovala na divadelních prknech v listopadu 1938 ve hře Leave It to Me!, a nejvíce pozornosti získala převážně díky satirickému striptýzovému pěveckému číslu „My Heart Belongs to Daddy“, díky kterému si od kritiků vysloužila přezdívku „malé roztomilé balení dynamitu“. Ačkoli se z Broadwaye nehodlala brzy vrátit do Hollywoodu, Mildred Woodsová ji přesvědčila k uzavření smlouvy s filmovým studiem Paramount Pictures, u kterého v roce 1939 debutovala ve filmovém muzikálu The Great Victor Herbert.

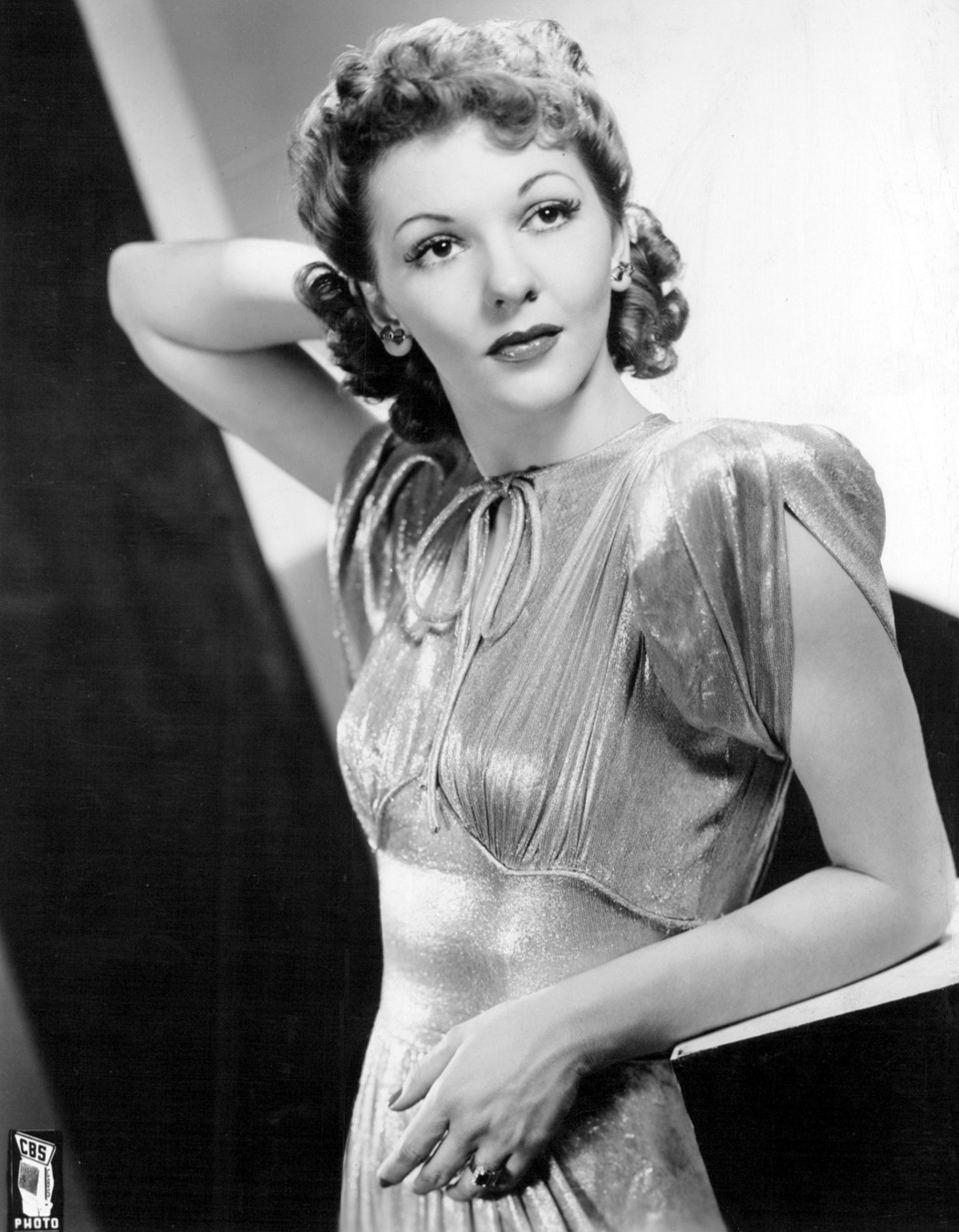
Mary Martinová v roce 1939

### Vrchol kariéry
U studia Paramount začala její kariéra rychle stoupat a na přelomu 30. a 40. let se objevila například v muzikálech Rhythm on the River (1940), Birth of the Blues (1941), Kiss the Boys Goodbye (1941), Star Spangled Rhythm (1942) nebo Happy Go Lucky (1943). Ve stejné době začala vystupovat i jako zpěvačka v rádiu, kde vystupovala například v pořadech The Tuesday Night Party, Good News of 1940, ale i v populárním pořadu Kraft Music Hall na rozhlasové stanici NBC, kde nahradila zpěvačku Connie Boswellovou. Během válečných let Martinová účinkovala také v pořadu Stage Door Canteen na stanici CBS. V roce 1940 se podruhé provdala, za Richarda Hallidaye, který pracoval jako divadelní kritik pro deník New York World-Telegram a filmový kritik pro deník New York Daily News.
Po mnoha muzikálech její zájem o filmy opadnul a Martinová se rozhodla vrátit se zpět na Broadway, kde začala vystupovat ve hře One Touch of Venus. Z jejího návratu na broadwayská jeviště se stala senzace a i přední kritici ji přivítali jako „jednu z nejzářivějších hvězd, která po mnoha letech sestoupila na komediální muzikálovou scénu“. Ve své velmi úspěšné divadelní kariéře pokračovala dalšími trháky jako Annie Get Your Gun, South Pacific a The Sound of Music, přičemž South Pacific a The Sound of Music staly nejdéle uváděnými broadwayskými muzikály v historii. Muzikálu South Pacific (Jižní Pacifik), jehož premiéra se uskutečnila v dubnu 1949, bylo uvedeno celkem 1925 představení a muzikál The Sound of Music, který měl premiéru v roce 1959, byl uveden celkem 1443krát. Její další velmi slavnou rolí se stala role Petra Pana ve stejnojmenné hře, poprvé uvedené v roce 1954. Z muzikálu se též stal obrovský trhák a tehdy čtyřicetiletá Mary Martinová ztvárnila roli celkem 152krát. O rok později účinkovala také v televizní verzi, za kterou dokonce získala cenu Emmy.

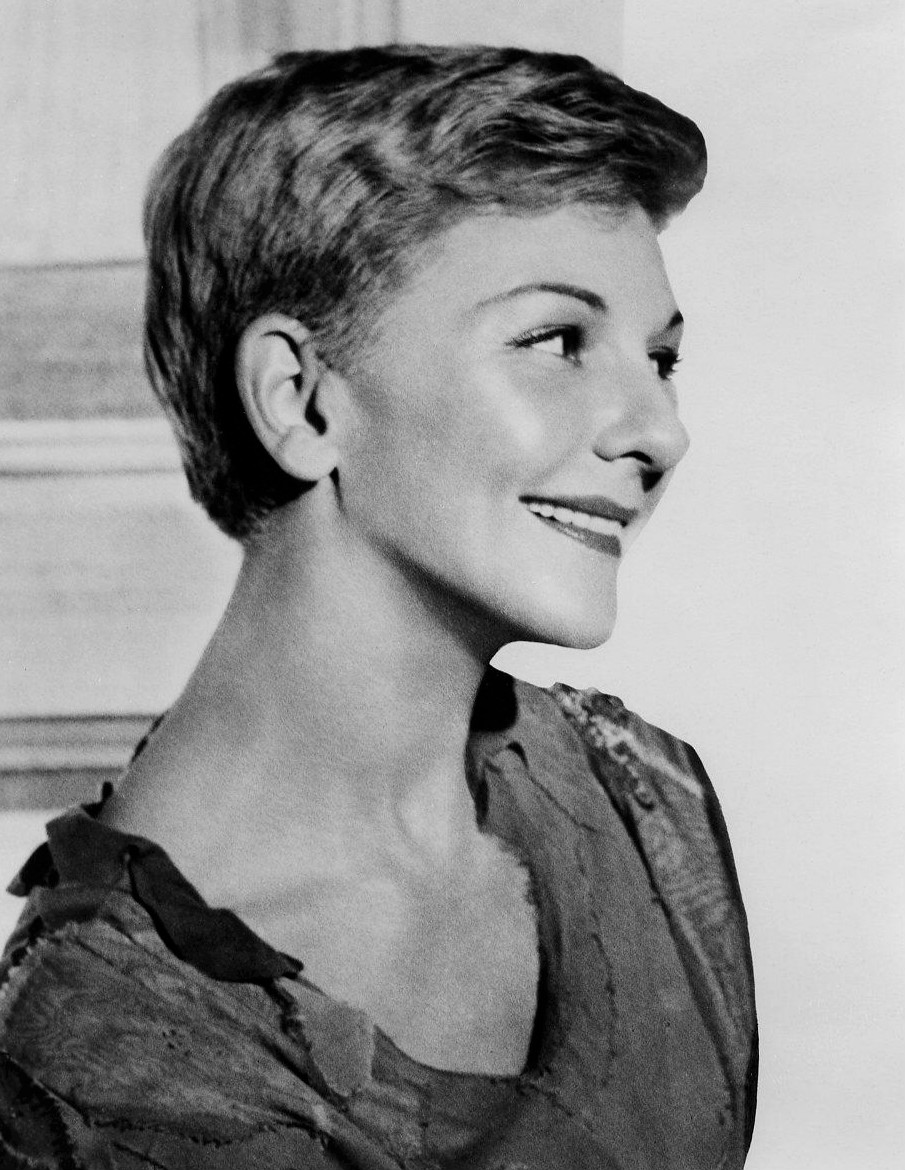
Mary Martinová jako Petr Pan.

### Zdravotní komplikace a pozdější kariéra
Během zkoušky při natáčení televizní verze Petra Pana Martinová spadla z výšky zhruba devíti metrů a zlomila si ruku. Od roku 1954 začala také trpět bolestmi páteře a její stále nabité harmonogramy vedly na konci 60. let téměř ke kolapsu. V roce 1969 po tříletém angažmá v muzikálu I Do! I Do! se svým manželem nakonec odcestovala na jejich farmu do Brazílie. O čtyři roky později její manžel Richard Halliday zemřel a Mary Martinová se následně vrátila zpět do Spojených států, kde se usídlila v kalifornském městě Rancho Mirage. Brzy se začala opět ohlížet po dalších hereckých nabídkách a v roce 1979 svou kariéru obnovila televizním filmem Valentine. Díky Valentine také získala šanci spolumoderovat televizní pořad Over Easy, u kterého následné zůstala po několik let. 
V září 1982 postihla Mary Martinovou vážná autonehoda v San Franciscu, kdy do jejich taxíku narazila dodávka a taxi narazilo do stromu. Martinová si zlomila dvě žebra a pánev, její manažer Ben Washer byl zabit a její přátelé, manželský pár Paul Gregory a bývalá herečka Janet Gaynorová vyvázli s vážnými zraněními. Řidič dodávky, odpovědný za nehodu byl odsouzen na tři roky nepodmíněně a Janet Gaynorová zemřela na následky nehody o dva roky později. Mary Martinové se však podařilo se zotavit a v závěru své kariéry se mnohokrát zúčastnila spousty společenských večírků na poctu bývalých hvězd showbyznysu, jako například v roce 1985 u první dámy Nancy Reaganové, bývalé herečky, která s Martinovou dříve účinkovala ve hře Lute Song. V roce 1986 se Mary Martinová vrátila zpět na divadelní scénu a se hrou Legends se v lednu toho roku vydala na roční národní turné, po kterém ukončila svou hereckou kariéru.
Mary Martinová zemřela na rakovinu tlustého střeva a konečníku 3. března 1990 v Rancho Mirage v Kalifornii ve věku 76 let. Je pohřbena na hřbitově City Greenwood Cemetery ve svém rodném Weatherfordu v Texasu.
| „              | Mary Martinová byla, je a vždycky bude Petr Pan. Kdybychom neměli muzikály, museli bychom je pro ni vymyslet. | “ |
| — Gregory Peck | |   |

## Ocenění
Divadelní cena Tony

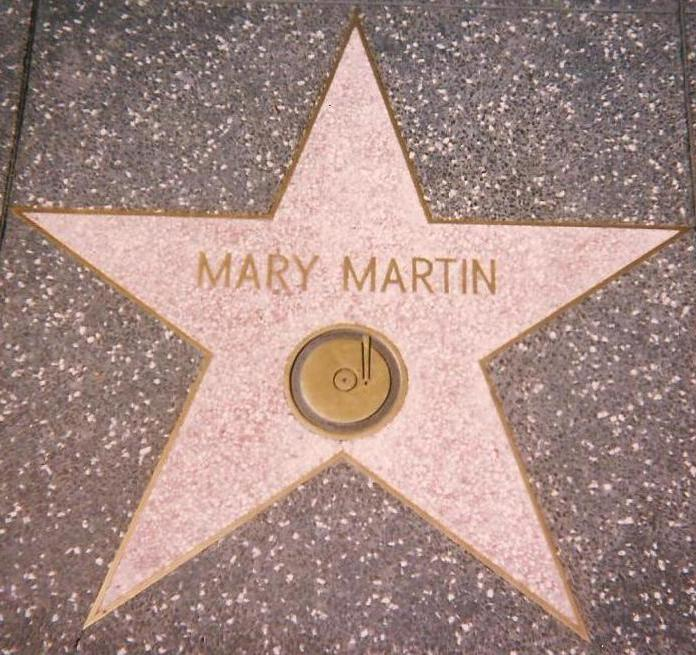
Hvězda Mary Martinové na Hollywoodském chodníku slávy.

- V roce 1948 obdržela speciální cenu Tony za spoluúčast na národním turné s muzikálem Annie Get Your Gun, za „propagaci divadla po celé zemi“.[5]
- V roce 1950 obdržela cenu Tony za své herecké výkony v muzikálu South Pacific.[5]
- V roce 1955 obdržela cenu Tony za své herecké výkony v muzikálu Petr Pan.[5]
- V roce 1959 obdržela cenu Tony za své herecké výkony v muzikálu The Sound of Music.[5]
- V roce 1966 byla nominována na cenu Tony za své herecké výkony v muzikálu I Do! I Do!.[5]

Televizní cena Emmy
- V roce 1956 byla nominována na cenu Emmy za hostování v seriálu Ford Star Jubilee.[16]
- V roce 1956 obdržela cenu Emmy za stejnojmenné televizní zpracování hry Petr Pan.[16]
- V roce 1983 byla nominována na cenu Emmy za hostování v seriálu Over Easy.[16]

Hudební cena Grammy
- V roce 1959 byla nominována na cenu Grammy za nejlepší nahrávku pro děti za Cinderella/Three To Make Music.[17][18]
- V roce 1965 byla nominována na cenu Grammy za nejlepší nahrávku pro děti za A Spoonful Of Sugar.[17][18]

Ostatní ocenění
- V roce 1943 obdržela Donaldsonovu cenu za své herecké výkony v muzikálu One Touch of Venus.[5]
- V roce 1960 jí byla věnována hvězda na Hollywoodském chodníku slávy na 6609 Hollywood Boulevard, za přínos rozhlasové zábavě.[19]
- V roce 1960 jí byla věnována hvězda na Hollywoodském chodníku slávy na 1560 Vine Street za zásluhy v hudebním průmyslu.[19]
- V roce 1974 byla uvedena do americké divadelní síně slávy (American Theater Hall of Fame).[20]
- V roce 1989 byla oceněna vyznamenáním Kennedyho centra (Kennedy Center Honors) za přínosy americké kultuře.[18]

## Filmografie a divadelní výstupy
| Podle filmových databází ČSFD a IMDb. - 1939 The Great Victor Herbert (režie Andrew L. Stone) - 1940 Rhythm on the River (režie Victor Schertzinger) - 1940 Love Thy Neighbor (režie Mark Sandrich) - 1941 Kiss the Boys Goodbye (režie Victor Schertzinger) - 1941 New York Town (režie Charles Vidor) - 1941 Birth of the Blues (režie Victor Schertzinger) - 1942 Star Spangled Rhythm (režie George Marshall) - 1943 Happy Go Lucky (režie Curtis Bernhardt) - 1943 True to Life (režie George Marshall) - 1946 Night and Day (režie Michael Curtiz) - 1953 Main Street to Broadway (režie Tay Garnett) - 1955 Peter Pan (režie Clark Jones) - 1956 Born Yesterday (režie Garson Kanin) - 1957 Annie Get Your Gun (režie Vincent J. Donehue) - 1960 Peter Pan (režie Vincent J. Donehue) - 1979 Valentine (režie Lee Philips) - 1955–1956 Producers' Showcase (3 díly) - 1983 The Love Boat (1 díl) - 1985 Hardcastle and McCormick (1 díl) | Podle databází IBDB a Playbill. - 1939 Leave It to Me! (role: Dolly Winslow) - 1943 One Touch of Venus (role: Venus) - 1946 Lute Song (role: Tchao-Ou-Niang) - 1949 South Pacific (role: Ensign Nellie) - 1953 Kind Sir (role: Jane Kimball) - 1954 Peter Pan (role: Petr Pan) - 1955 The Skin of Our Teeth (role: Sabina) - 1959 The Sound of Music(role: Maria Rainer) - 1963 Jennie (role: Jennie Malone, Our Melissa, Shalamar) - 1966 I Do! I Do!(role: She (Agnes)) - 1978 Do You Turn Somersaults? (role: Lidya Vasilyevna) |